# 극락조화과
극락조화과(極樂鳥花科, 학명: Strelitziaceae 스트렐리치아케아이[*])는 생강목의 과이다. 이 식물들은 외관과 성장 습성상 헬리코니아과 및 파초과 종들과 아주 비슷하다. 극락조화과의 속들은 일부 분류 체계에서 파초과에 포함되어 있지만, 2003년의 APG II 분류 체계와 같은 좀 더 최근의 연구에 의해서는 일반적으로 별도의 과로 인정되고 있다. APG II 분류 체계는 극락조화과를 닭의장풀군 내의 생강목으로 분류하고 있다.
극락조화과는 3개의 속을 포함하고 있으며, 열대에서 아열대 기후 지역까지 모든 지역에 자생한다. 극락조화속(Strelitzia)은 아프리카 남부에 5개 종, 부채파초속(Ravenala)은 마다가스카르에 단일 종, 그리고 좁은부채파초속(Phenakospermum)은 남아메리카 북부 지역에 단일 종이 발견된다. 가장 잘 알려진 종은 극락조화(Strelitzia reginae)로 전 세계의 열대와 아열대 식물원에서 널리 재배되며, 관상용으로 가장 잘 알려진 꽃들 중 하나이다. 극락조화속(Strelitzia)의 다른 종들은 덜 화려한 꽃들로, 눈에 띄는 관엽식물 대신 재배된다. 또한 관엽식물(觀葉植物)로 재배되는 부채파초(Ravenala madagascariensis)가 있다.

## 하위 분류
- 극락조화속(Strelitzia Banks)
- 부채파초속(Ravenala Adans.)
- 좁은부채파초속(Phenakospermum Endl.)